# Пинакотека
Пинакоте́ка (фр. pinacothèque, от греч. πινακοθήκη, πίναξ — доска, картина и θήκη — хранилище) — у древних греков помещение для хранения живописных изображений.

## История
Так называлось левое крыло пропилей афинского Акрополя, где находилось собрание картин, принесённых в дар богине Афине. В нескольких шестиколонных залах были собраны картины, написанные на досках, глиняные таблицы и другие произведения с росписью. Это собрание было открыто для посещения афинскими гражданами.
Ещё на рубеже III—II веков до н. э. был составлен первый каталог этой пинакотеки, автором которого был Полемон Илионский. Кроме афинской подобные пинакотеки существовали и в других местах в Греции, например, в Герейоне — храме Геры на острове Самос.
Древние римляне использовали термин для обозначения комнаты, в которой находились произведения искусства.
Начиная с периода Ренессанса, название пинакотека стало использоваться для обозначения коллекций произведений живописи, открытых для публичного посещения. В наши дни пинакотеками называют картинные (художественные) галереи.
В настоящее время в Германии функционируют три известные всему миру картинные галереи, носящие название пинакотек. Это Старая и Новая пинакотеки, а также Пинакотека современности в Мюнхене. Именно в них представлены произведения мастеров разных исторических периодов, от средневековья до современных картин и фотографий.

## Известные пинакотеки
- Старая пинакотека в Мюнхене
- Новая пинакотека в Мюнхене
- Пинакотека современности в Мюнхене
- Ватиканская пинакотека
- Пинакотека Брера в Милане
- Амброзианская пинакотека в Милане
- Национальная пинакотека Болоньи
- Парижская пинакотека